# Alexis Michaud
Alexis Michaud é um linguista francês especializado no estudo de idiomas do sudeste asiático, especialmente línguas naicas e vietnamita. Ele também é conhecido por seu trabalho sobre a tipologia das línguas tonais e como um dos principais defensores da fonologia pancrônica. Ele é um dos principais editores da Coleção Pangloss. Ele trabalha no centro de pesquisa LACITO no Centro Nacional de Pesquisa Científica.
Ele é membro do conselho editorial de revistas como Linguística da Área Tibeto-Birmanesa e editor associado do Journal of the International Phonetic Association.
Foi feito um documentário intitulado Sound hunter, sobre seu trabalho de campo em Yunnan, China.

## Publicações representativas
- «Final consonants and glottalization: new perspectives from Hanoi Vietnamese» (PDF). Phonetica. 61: 119–146. 2004. PMID 15662108. doi:10.1159/000082560
- «Syllabic inventory of a Western Naxi dialect, and correspondence with Joseph F. Rock's transcriptions». Cahiers de Linguistique Asie Orientale. 35: 3–21. 2006. doi:10.3406/clao.2006.1745
- Michaud (2006). «Three extreme cases of neutralisation: nasality, retroflexion and lip-rounding in Naxi». Cahiers de Linguistique Asie Orientale. 35: 23–55. doi:10.3406/clao.2006.1746
- Michaud, Alexis. 2006. “Replicating in Naxi (Tibeto-Burman) an experiment designed for Yorùbá: An approach to ‘prominence-sensitive prosody’ vs. ‘calculated prosody'”, Proceedings of Speech Prosody 2006, Dresden. Disponível.
- «Tonal contrasts and initial consonants: a case study of Tamang, a 'missing link' in tonogenesis» (PDF). Phonetica. 65: 231–256. 2008. PMID 19221453. doi:10.1159/000192794
- «Reassociated tones and coalescent syllables in Naxi (Tibeto-Burman)» (PDF). Journal of the International Phonetic Association. 37: 237–255. 2009. doi:10.1017/s002510030700309x
- Michaud (2011). «The tones of numerals and numeral-plus-classifier phrases: on structural similarities between Naxi, Na and Laze». Linguistics of the Tibeto-Burman Area. 34: 1–26
- «Approaching the historical phonology of three highly eroded Sino-Tibetan languages: Naxi, Na and Laze». Diachronica. 28: 468–498. 2011. doi:10.1075/dia.28.4.02jac
- «Historical transfer of nasality between consonantal onset and vowel: from C to V or from V to C?» (PDF). Diachronica. 29: 201–230. 2012. doi:10.1075/dia.29.2.04mic
- Michaud, Alexis (2012), "Monosyllabicization: Patterns of Evolution in Asian Languages", em Nicole Nau; Thomas Stolz; Cornelia Stroh, monossílabos: da fonologia à tipologia, Berlim: Akademie Verlag, pp.   115-130.
- Michaud, Alexis (2015) Dicionário Online Na-Inglês-Chinês, versão 1.0
- Alexis Michaud 2017. Tone in Yongning Na: Lexical tones and morphotonology, Berlim: Language Science Press.